# نارس د سالدوئنیا
نارس د سالدوئنیا دهستانی در استان آبیلای اسپانیا است.
در این دهستان ۱۶۴ نفر زندگی می‌کنند. مساحت این دهستان ۹٫۳۶ کیلومتر مربع است.